# Jaromír Štětina
Jaromír Štětina, né le 6 avril 1943 à Prague (protectorat de Bohême-Moravie) et mort le 17 avril 2025, est un homme politique tchèque, membre de TOP 09.

## Biographie
Après avoir suivi des études d'économie, Jaromír Štětina a brièvement été journaliste en 1968, période pendant laquelle il a également été membre du Parti communiste tchécoslovaque, avant de devenir ouvrier foreur et mineur jusqu'à la Révolution de velours en 1989. Il est alors redevenu journaliste au Lidové noviny jusqu'en 2004, année de son élection au Sénat comme candidat indépendant soutenu par le Parti vert. Il a détenu ce mandat jusqu'en 2014, année de son élection au Parlement européen lors des élections européennes de 2014, sous les couleurs de TOP 09. Il siège dès lors au sein du groupe du Parti populaire européen.
Jaromír Štětina meurt le 17 avril 2025 à l'âge de 82 ans des suites d'une longue maladie.